# Duo mortel
Pour les articles homonymes, voir Duo (homonymie) et Bad Company.
Pour plus de détails, voir Fiche technique et Distribution.
Duo mortel (Bad Company) est un film américain réalisé par Damian Harris en 1995.

## Synopsis
Crowe est un agent de la CIA qui excelle dans le chantage, sous la pression de ses employeurs. Il travaille avec Wells pour traiter le cas d'un juge suprême, mais la confiance ne règne pas entre la compagnie et les deux agents.

## Fiche technique
- Titre français : Duo mortel
- Titre original : Bad Company
- Réalisation : Damian Harris
- Scénario : Ross Thomas
- Musique : Carter Burwell
- Photographie : Jack N. Green
- Montage : Stuart H. Pappé
- Sociétés de production : Touchstone Pictures & Tool Shed Productions
- Société de distribution : Buena Vista Pictures
- Pays d'origine :  États-Unis
- Langue : Anglais
- Format : Couleur - Dolby SR - 35 mm - 2.35:1
- Genre : Thriller
- Durée : 104 min
- Box-office :
  - États-Unis : 3 674 841 $ [1]
- Dates de sortie :
  - États-Unis : 20 janvier 1995
  - France : 1996 (directement en vidéo)

## Distribution
- Laurence Fishburne (VF : Thierry Desroses) : Nelson Crowe
- Ellen Barkin (VF : Anne Jolivet) : Margaret Wells
- Frank Langella (VF : Jacques Deschamps) : Vic Grimes
- Michael Beach (VF : Bruno Dubernat) : Tod Stapp
- Gia Carides (VF : Anne Rondeleux) : Julie Ames
- Michael Murphy (VF : Jean Lescot) : William V. 'Smitty' Smithfield (non crédité)
- David Ogden Stiers (VF : Georges Berthomieu) : Le juge Justin Beach
- Daniel Hugh Kelly (VF : Bernard Lanneau) : Les Goodwin
- Spalding Gray (VF : Michel Muller) : Walter Curl
- James Hong (VF : Jim Adhi Limas) : Bobby Birdsong